# AA Francana
Associação Atlética Francana – brazylijski klub piłkarski z siedzibą w mieście Franca leżącym w stanie São Paulo.

## Osiągnięcia
- Mistrz drugiej ligi stanu São Paulo (Campeonato Paulista – Série A2): 1977
- Wicemistrz drugiej ligi stanu São Paulo (Campeonato Paulista – Série A2): 2002
- Wicemistrz trzeciej ligi stanu São Paulo (Campeonato Paulista – Série A3): 1996

## Historia
Associação Atlética Francana założony został 12 października 1912 roku. Założycielami klubu byli: David Carneiro Ewbank, Homero Pacheco Alves oraz Beneglides Saraiva.